# Haukisaari (ö i Birkaland, Tammerfors, lat 61,39, long 24,42)
Haukisaari är en halvö i Finland. Den ligger i sjön Joutsenselkä och i kommunen Pälkäne i den ekonomiska regionen Tammerfors och landskapet Birkaland, i den södra delen av landet, 140 km norr om huvudstaden Helsingfors.